# Jean Carlu

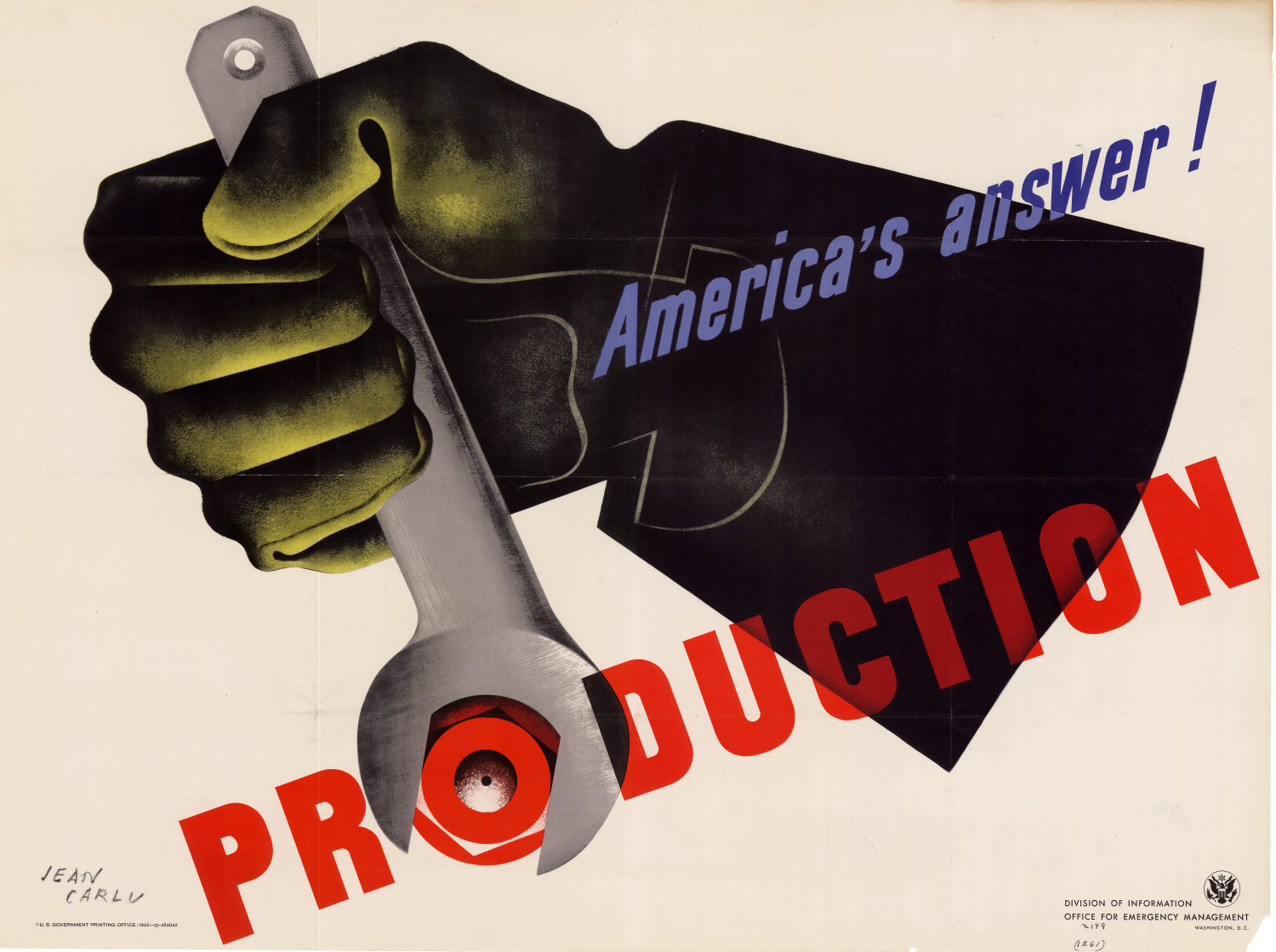
Propaganda-Plakat von Jean Carlu für die US-amerikanische Regierung (1942)

Jean Carlu (* 3. Mai 1900 in Bonnières-sur-Seine, Frankreich; † 22. April 1997 in Nogent-sur-Marne) war ein französischer Grafiker, spezialisiert auf Plakatkunst.
Er war Mitglied einer Familie von Architekten; sein Bruder Jacques Carlu zum Beispiel entwarf das Palais de Chaillot in Paris. Im Zweiten Weltkrieg entwarf Jean Carlu staatliche Propagandaplakate zur Förderung der Erhöhung der amerikanischen Industrieproduktion. Jean Carlu wollte ursprünglich auch Architekt werden, beendete aber seine bereits begonnene Ausbildung, nachdem er bei einem Unfall seinen rechten Arm verlor.

## Leben und Werk
Jean Carlu begann seine Karriere als professioneller Plakatkünstler und Gebrauchsgrafiker 1919, nach dem er einen Wettbewerb für Zahnpastawerbung der Firma „Glycodont“ 1918 gewonnen hatte. Von 1919 bis 1921 arbeitete als Illustrator für eine Werbeagentur. In dieser Zeit entwarf er seine ersten Poster im Stil des Art déco (zum Beispiel für den Film „The Kid“ von Charlie Chaplin). Seine Poster zeigten später auch Anklänge des Kubismus und Einflüsse durch die Werke von Juan Gris und Albert Gleizes.
Während der 1920er und 1930er Jahre gilt Jean Carlu als führende Persönlichkeit der französischen Plakatkunst. 1937 war er Vorsitzender der Abteilung Grafik-Werbung der Weltausstellung in Paris. Er kam 1941 in die Vereinigten Staaten um eine Ausstellung an der New York World's Fair für Frankreich zu organisieren. Er blieb in den USA als Paris von der deutschen Wehrmacht besetzt wurde. Während seiner Zeit in den USA entwarf er eines seiner berühmtesten Plakate – "America's Answer! Production”. Mit diesem Plakat gewann er eine New Yorker Art Directors Medaille sowie die Auszeichnung "Plakat des Jahres". Er arbeitet auch für die Container Corporation of America und Pan American World Airways. Im Jahr 1953 kehrte er nach Frankreich zurück und setzte seine Arbeit als Plakat-Designer und Werbeberater für viele Unternehmen, darunter Firmen wie Air France und Firestone oder Marken wie Château Mouton-Rothschild in Frankreich fort. Er war Präsident der Alliance Graphique Internationale AGI von 1945 bis 1956. Im Jahr 1964 wurde er zur documenta III (in die Abteilung Graphik) nach Kassel eingeladen. Im Jahr 1974 setzte sich Jean Carlu in den Ruhestand.